# Iulia (Ehefrau des Marius)
Iulia (* um 130 v. Chr.; † 68 (oder 69?) v. Chr.) war die Frau des römischen Politikers und Heerführers Gaius Marius und Tante väterlicherseits des Diktators Gaius Iulius Caesar.

## Leben
Iulia war die Tochter eines nicht weiter bekannten Gaius Iulius Caesar und der Marcia, einer Tochter des Konsuls Quintus Marcius Rex. Zwischen 115 und 109 v. Chr. heiratete sie Gaius Marius († 86 v. Chr.) und gebar ihm 109 v. Chr. den Sohn Gaius Marius den Jüngeren. Über ihr Leben ist kaum etwas bekannt. Sie wird als tugendhaft und liebevoll zu ihrem Mann und ihrem einzigen Sohn beschrieben. Sie sprach sich dagegen aus, dass ihr Sohn das Konsulat des Jahres 82 v. Chr. antrat.
Nach ihrem Tod (wohl 68 v. Chr.) veranstaltete ihr Neffe Caesar als Quästor prächtige Begräbnisfeierlichkeiten für sie und seine ebenfalls verstorbene junge Gattin Cornelia. Es war offenbar seit dem Tod Sullas († 78 v. Chr.) genug Zeit vergangen, dass es Caesar wagen konnte, bei diesem Ereignis Marius, den Todfeind Sullas, öffentlich zu rehabilitieren und zu ehren. Zum ersten Mal seit Sullas Machtergreifung ließ er öffentlich das Bild des Marius beim Leichenzug zeigen. Die Begräbnisrede Caesars für Iulia ist durch größere Zitate Suetons recht gut bekannt. Er betont darin die (politisch konstruierte) Abstammung Iulias mütterlicherseits vom frühen römischen König Ancus Marcius und lobt das iulische Geschlecht, das den Göttern nahestehe. Sueton hebt hervor, dass Caesar sich schon damals auf seine angeblich königliche Herkunft berief und sein späteres Streben nach der Monarchie vorwegnahm. Die durch Iulia begründete Verwandtschaft zwischen Caesar und Marius wird wegen ihrer hohen politischen Symbolik mehrfach bei antiken Autoren erwähnt.